# Nieledwia
Nieledwia is een plaats in het Poolse district  Żywiecki, woiwodschap Silezië. De plaats maakt deel uit van de gemeente Milówka en telt 1100 inwoners.